# Seibal

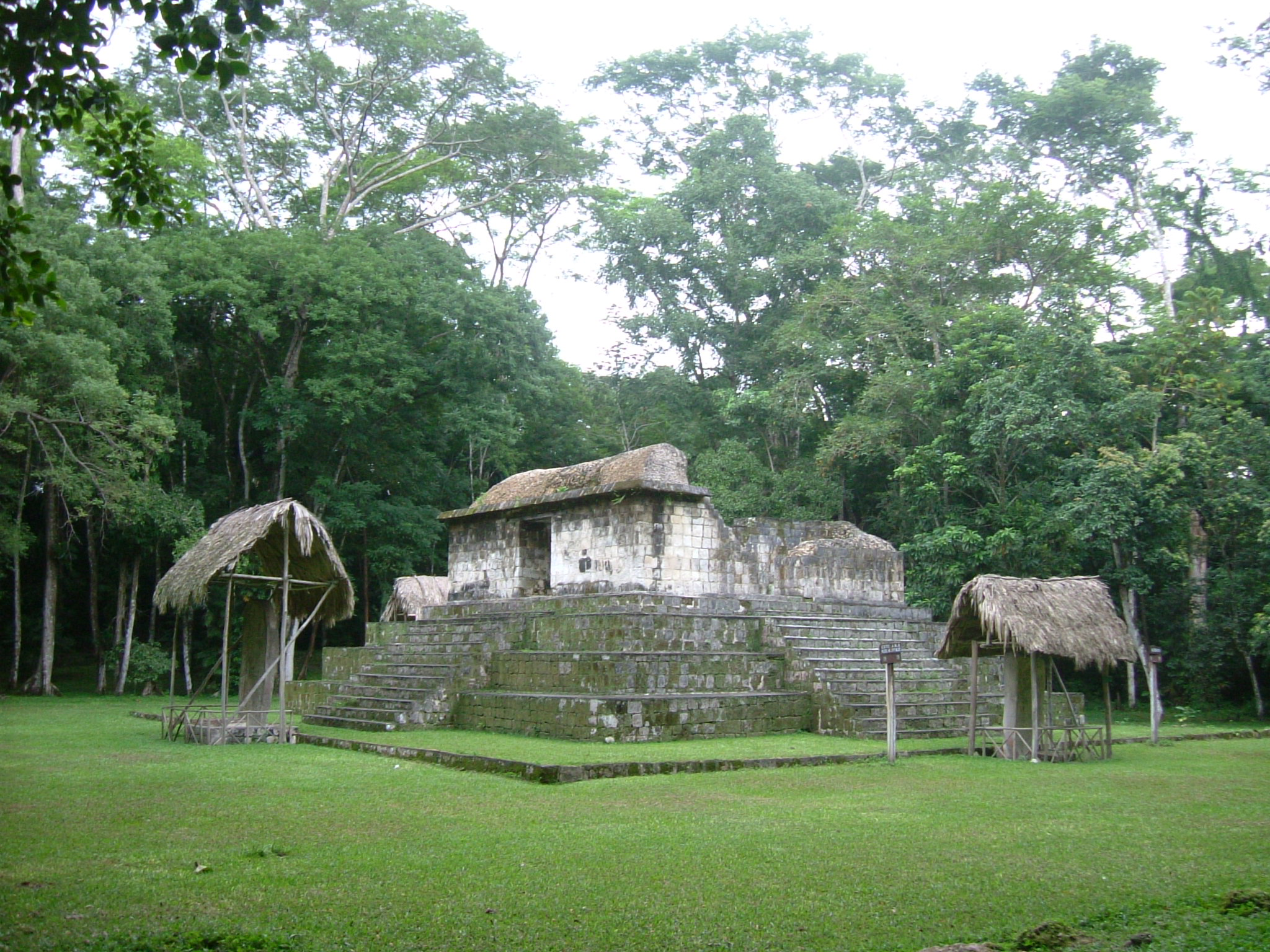
Structure pyramidale A-3, entourée de quatre stèles. La cinquième se trouve à l'intérieur de l'édifice au sommet de la plate-forme

Seibal (ou Ceibal) est un site archéologique maya du Petexbatún, situé sur le Río Pasión, au sud du département du Petén (Guatemala), au nord-est du site maya d'Aguateca.

## Histoire
De faible importance durant la majeure partie de l'Époque classique, Seibal fut conquise par Dos Pilas en 735. Elle connut un essor rapide au IXe siècle, alors que la plupart des cités mayas des Basses-Terres du sud déclinaient. Certains auteurs ont suggéré que ce renouveau était l'œuvre de Mayas Putuns, des marchands-guerriers mexicanisés venus de la région de Tabasco. Une stèle de 849 représente le souverain, Aj Bolon Haabtal, avec des traits mexicains Elle atteignit probablement une population de 10 000 habitants en 900, puis fut abandonnée, peu de temps après. Ses temples désertés disparurent rapidement sous un épais manteau de jungle.

## Histoire moderne
Le site fut redécouvert et photographié par Teoberto Maler au début du XXe siècle. Des fouilles y furent menées de 1963 à 1969 par le Peabody Museum.

## Le site
Le site, surplombant le Río Pasión, comporte trois groupes importants (A, C et D) reliés par des chaussées. Le Groupe A se compose de deux places. Le monument le plus important de la Place sud est la Structure A-3, une plate-forme à quatre escaliers. Une stèle se trouve au bas de chaque escalier et une cinquième au sommet de la plate-forme. Toutes ont été dressées en 849 par Aj Bolon Haabtal. Le site est accessible en lancha (petit bateau) – compter 1 heure de trajet, sur le Rio de la Pasion, à partir de Sayaxché – ainsi que par la route : 13 km (15 minutes) à l’est de la sortie de Sayaxché. 

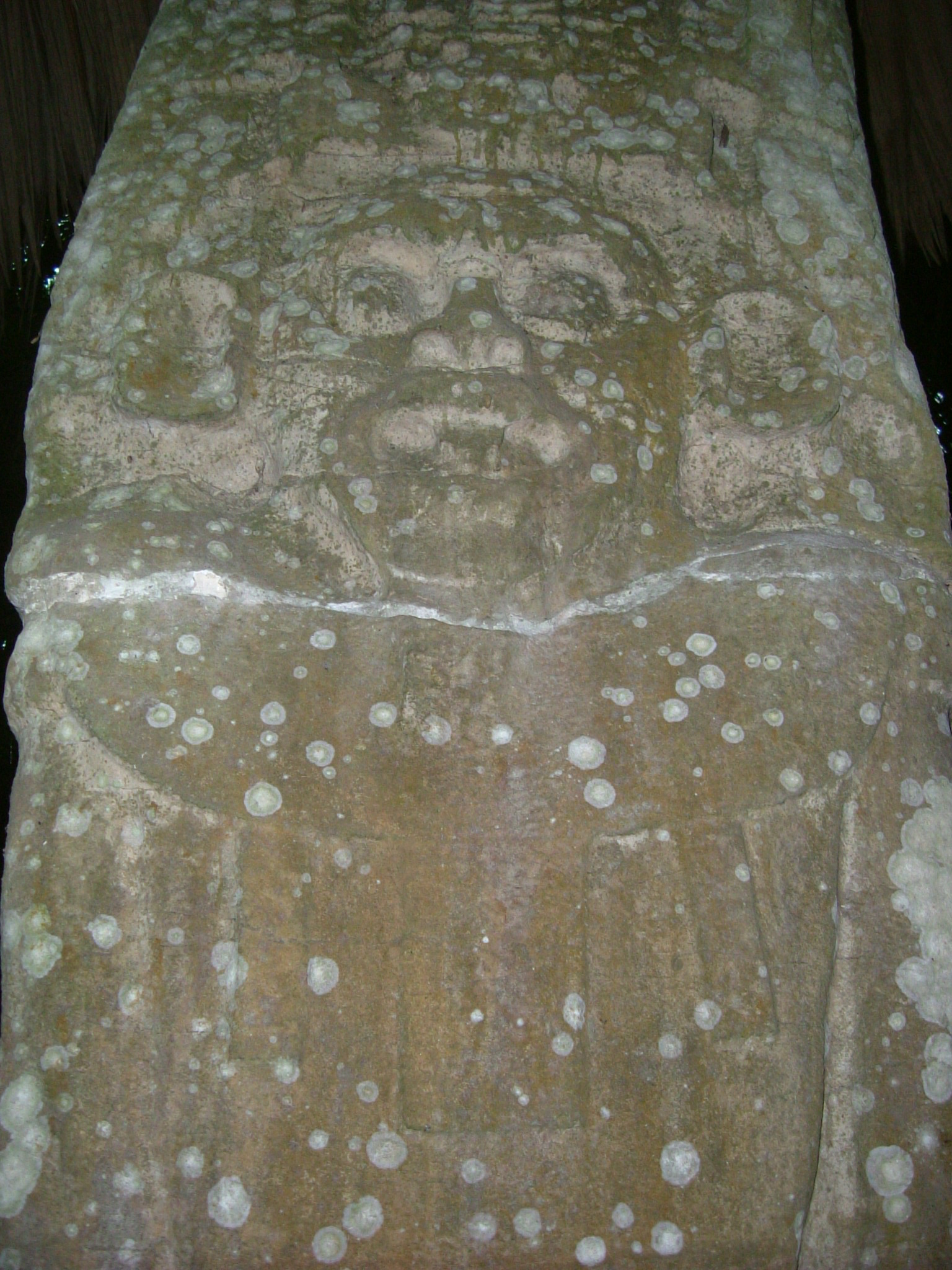
stele.

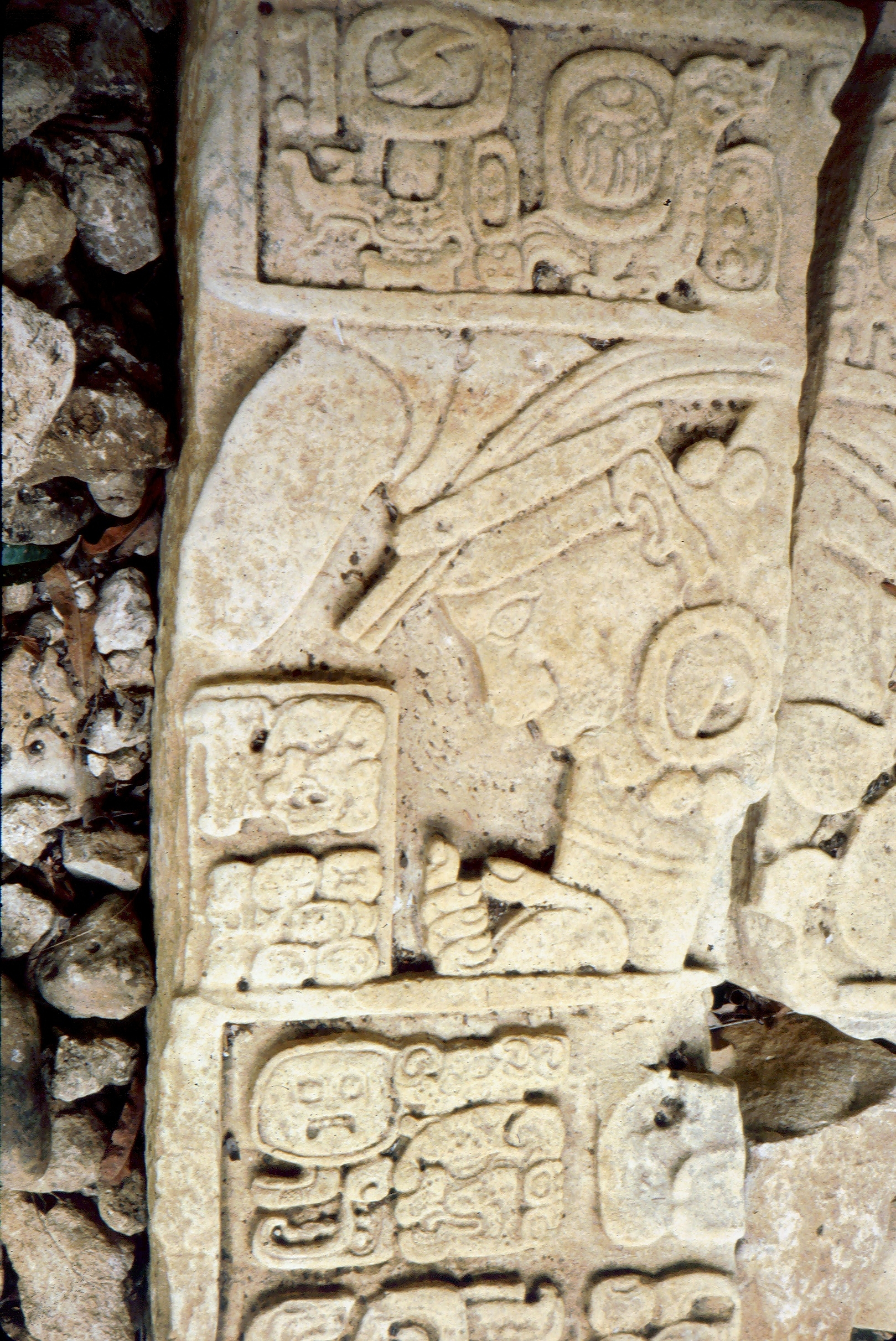
Détail de la Stèle 16 de Dos Pilas (735) représentant le souverain de Seibal foulé aux pieds